# الدب الأكبر (كوكبة)
كوكبة الدب الأكبر أو بَنَات نَعْش الكبرى (باللاتينية: Ursa Major) من أكثر الكوكبات النجمية شهرة وكان العرب يسمونها «بنات نعش الكبرى» تمييزا لها عن بنات نعش الصغرى وهي كوكبة الدب الأصغر. وتسمى النجوم الأربعة التي على شكل رباعي أضلاع «النعش» والثلاثة التي على الذيل «البنات»، أما النجم الذي على طرف الذيل فيسمى القائد؛ بينما النجمان اللذان هما على المضلع فيسميان «الدليلين» وهما «الدبة» و«مَراق»، وذلك للاستعانة بهم في معرفة النجم القطبي وبالتالي اتجاه الشمال الجغرافي. تعد كوكبة الدب الأكبر من الكوكبات الأبدية الظهور حسب ما سماها العرب القدماء.

## الدب الأكبر والميثولوجيا القديمة

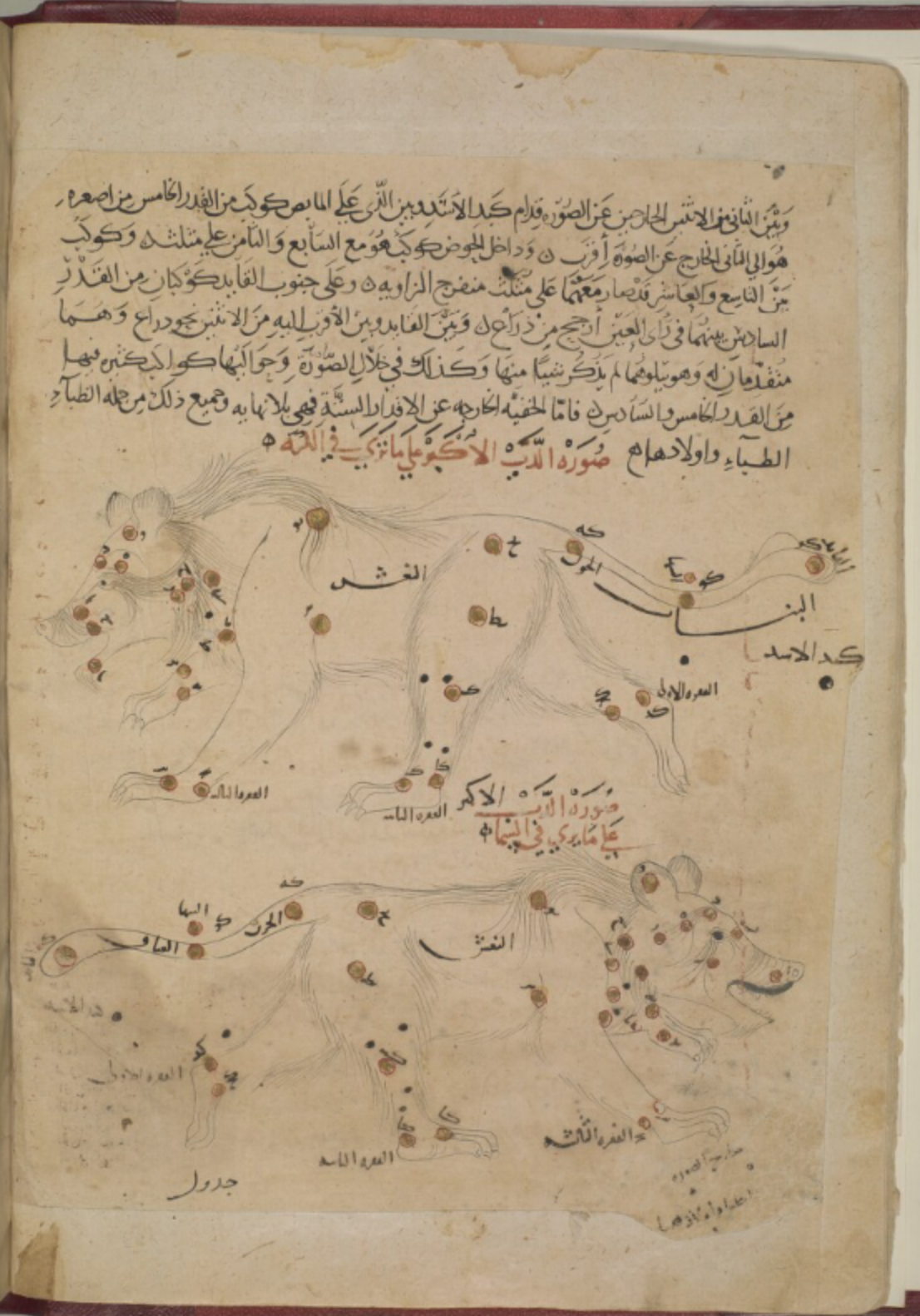
صفحة من كتاب صور الكواكب الثابتة تظهر فيها كوكبة الدب الأكبر

تصور قدماء المصريين هذه المجموعة على شكل «ثور» يحرث الأرض ويقوده تمساح كبير، بينما تخيلها الصينيون على شكل عربة صغيرة خلفها رجلان، وفي أوروبا صوّرت على شكل عربة تجرها ثلاثة خيول، وفي بريطانيا شبهت ب«المحراث»، أما العرب فقد تخيلوا المربع على شكل نعش والذيل هو البنات، ولكنهم ظلوا يتخيلونها أيضاً على شكل دب مثل اليونانيين (فبنات نعش ليست كل مجموعة الدب الأكبر بل فقط النجوم السبعة الأكثر لمعاناً).

صورة متحركة توضح كيفية دوران السماء حول النجم القطبي، وحوله توجد الكوكبات والنجوم التي تُسمّى: نجوم أبدية الظهور؛ من ضمنها الدب الأكبر والدب الأصغر.

أما اليونانيون فشبهوها بالدب وربطوه بإحدى أساطيرهم، حيث كانت المرأة «كالِّيستو» أجمل من الآلهة «جونو» فغضبت جونو فقام ملك الآلهة جوبيتر بتحويل كاليستو إلى دب لحمايتها من جونو. وفي أحد الأيام كان ابنها أركاس يتجول في الغابة ووجدها ولم يعرف أنها أمه فقرر صيدها فاضطر الإله جوبيتر إلى تحويله إلى دب صغير ووضعه في السماء قريباً من أمه.

## الأجرام السماوية في كوكبة الدب الأكبر

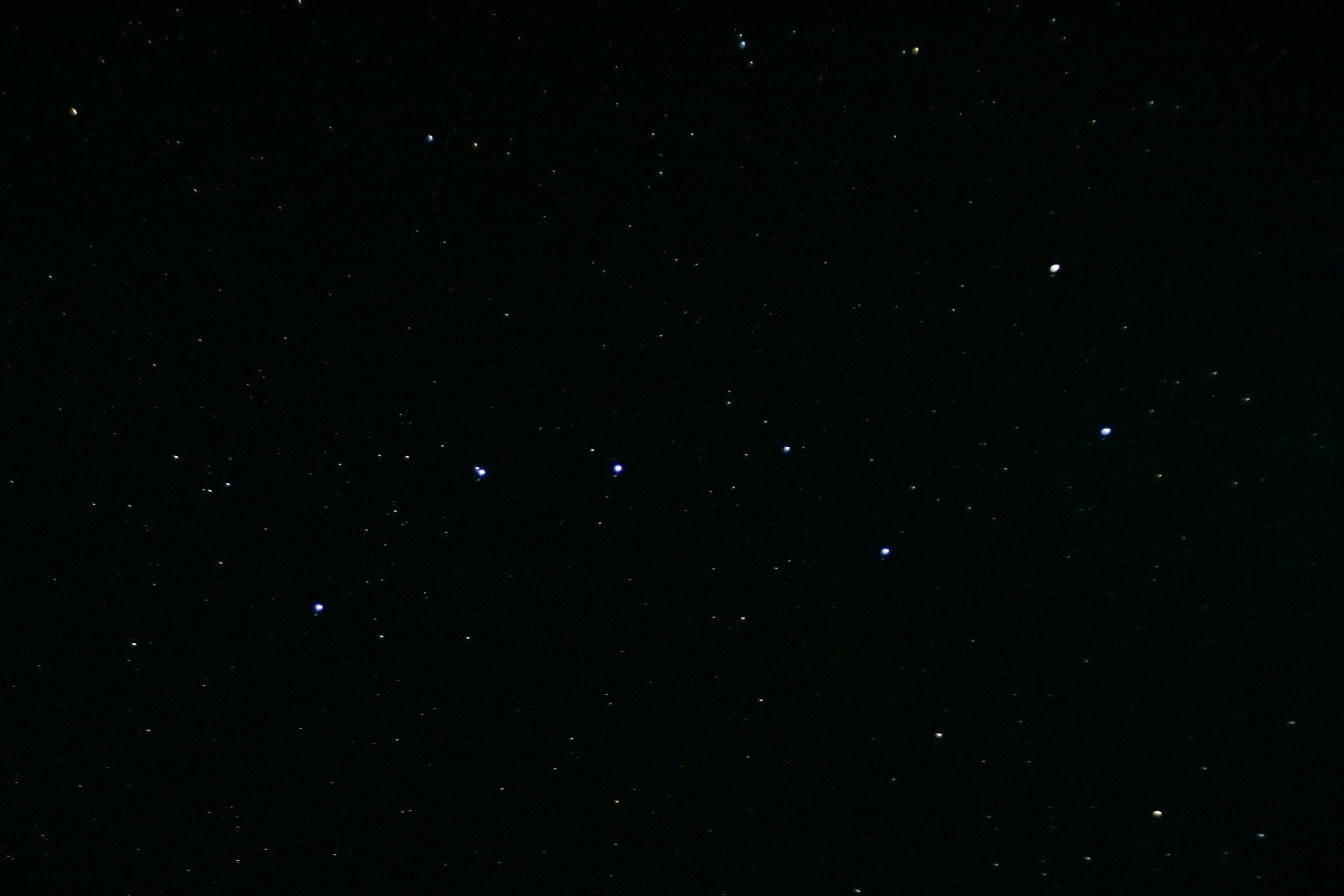
سبعة نجوم واضحة في الدب الأكبر. أشدها لمعانا نجم الإلية وهو نجم الفقرة الأولى في الذيل في الوسط.

### النجوم
إن ألمع نجوم الدب الأكبر على الإطلاق هو نجم الإلية أو «إبسلون الدب الأكبر»، حيث يبلغ قدره 1,75 ويبعد عنا 81 سنة ضوئية، وهو النجم الثاني والثلاثين من حيث اللمعان بالنسبة لنا، وهو أقرب نجوم الذيل إلى النعش، وهو جزء من مجموعة الدب الأكبر المتحركة (وهي مجموعة من النجوم تتحرك مبتعدة عن نواة لتجمع نجمي مفتوح يتفكك حالياً)، وقد كان يستخدمه البحارة القدماء في الملاحة حيث إنه صنف ضمن نجوم الملاحة القديمة الـ57.

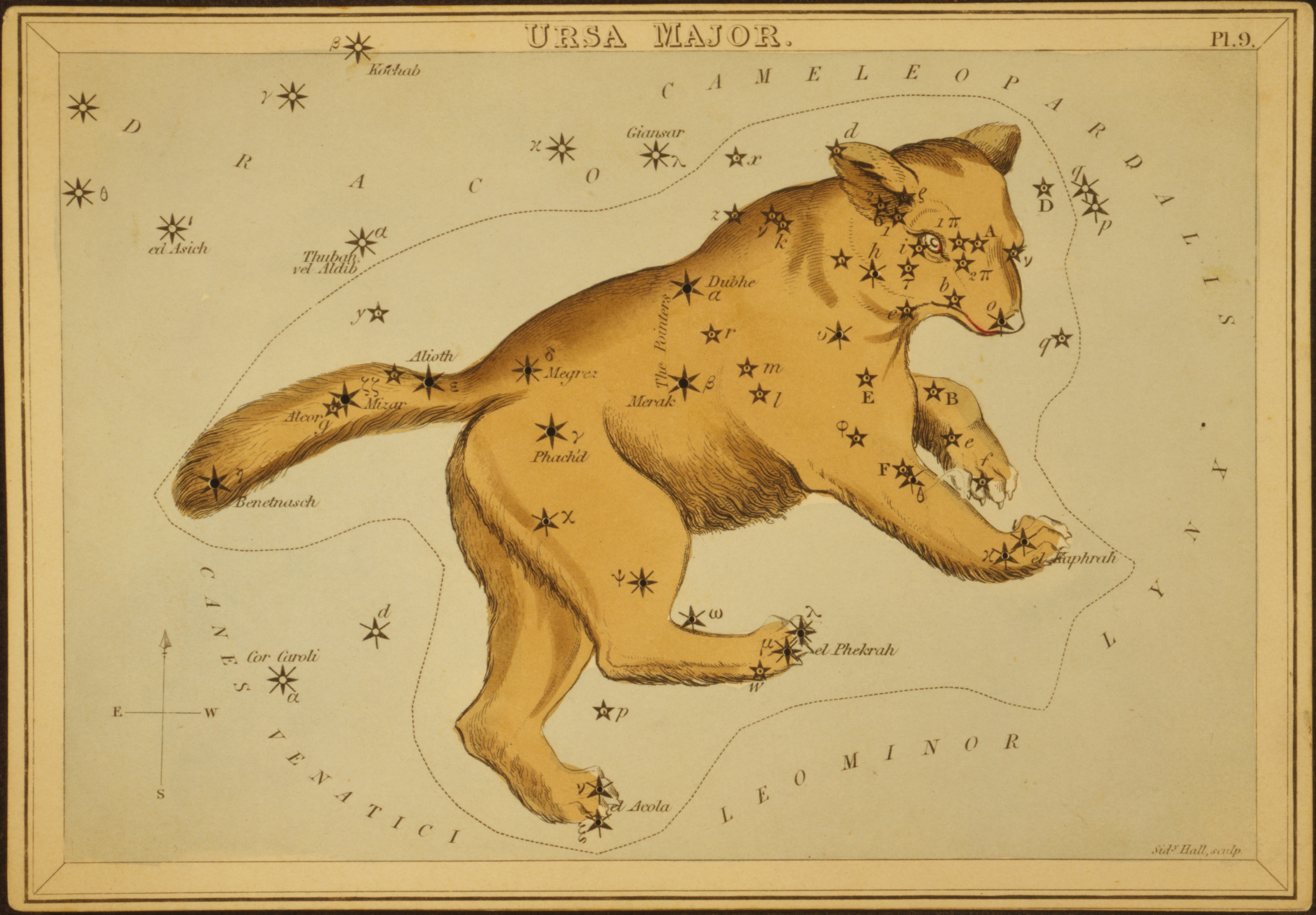
شكل مجموعة الدب الأكبر كما تخيلها القدماء

يليه في اللمعان نجم القائد أو «إيتا الدب الأصغر» حيث يبلغ لمعانه 1,85، وهو يقع في نهاية ذيل الدب الأكبر، وهو بشكل استثنائي ليس جزءاً من مجموعة الدب الأكبر المتحركة، وهو النجم السابع والثلاثين (37) من حيث اللمعان ويبعد عنا 101 سنة ضوئية، وهو نجم أبيض مزرق حيث تبلغ درجة حرارته 20,000 كلفن.
أما النجم الثالث من حيث اللمعان فهو الدبة أو «ظهر الدب الأكبر» أو «ألفا الدب الأكبر»، وهو النجم التاسع والثلاثون (39) من حيث اللمعان في السماء بقدر يبلغ 1.87، وهو واحد من أبعد نجمين عن القائد وهما الدليلين، وهما أبعد نجمين في الدب الأكبر عن القائد وقد سميا كذلك لأنهما يشيران إلى النجم القطبي، والدبة هو نجم عملاق أحمر يبعد عنا 124 سنة ضوئية، وقد كانت الدبة هي نجم القطب قبل سبعة آلاف سنة وسوف يعود كذلك بعد 18 ألف سنة.
أما الرابع فهو المئزر أو «زيتا الدب الأكبر» وهو النجم الذي يقع في منتصف الذيل، يبلغ قدره 2,27 ويبعد عنا 78 سنة ضوئية. أما الخامس فهو المراق أو «بيتا الدب الأكبر»، يبلغ قدره 2,34 ويبعد عنا 79 سنة ضوئية. والسادس هو الفخذة أو «غاما الدب الأكبر»، يبلغ قدره 2,41 ويبعد عنا 84 سنة ضوئية. أما سابع بنات نعش الكبرى من حيث اللمعان فهو المغرز وهو خافت جدا بالنسبة لبقية بنات نعش حيث يبلغ قدره 3,32 ويبعد عنا 81 سنة ضوئية.
غير هذه النجوم السبعة (بنات نعش الكبرى) توجد 11 نجمة خافتة أخرى كانت من ضمن شكل الدب الأكبر الذي تخيله القدماء، وتوجد غير ذلك 78 نجمة معظمها شبه معدوم الرؤية وبعضها بالإمكان رؤيته لكنها خافتة ولذلك فلم يعتبرها القدماء جزءاً من الشكل الذي تخيلوه.

### الأنظمة الكوكبية

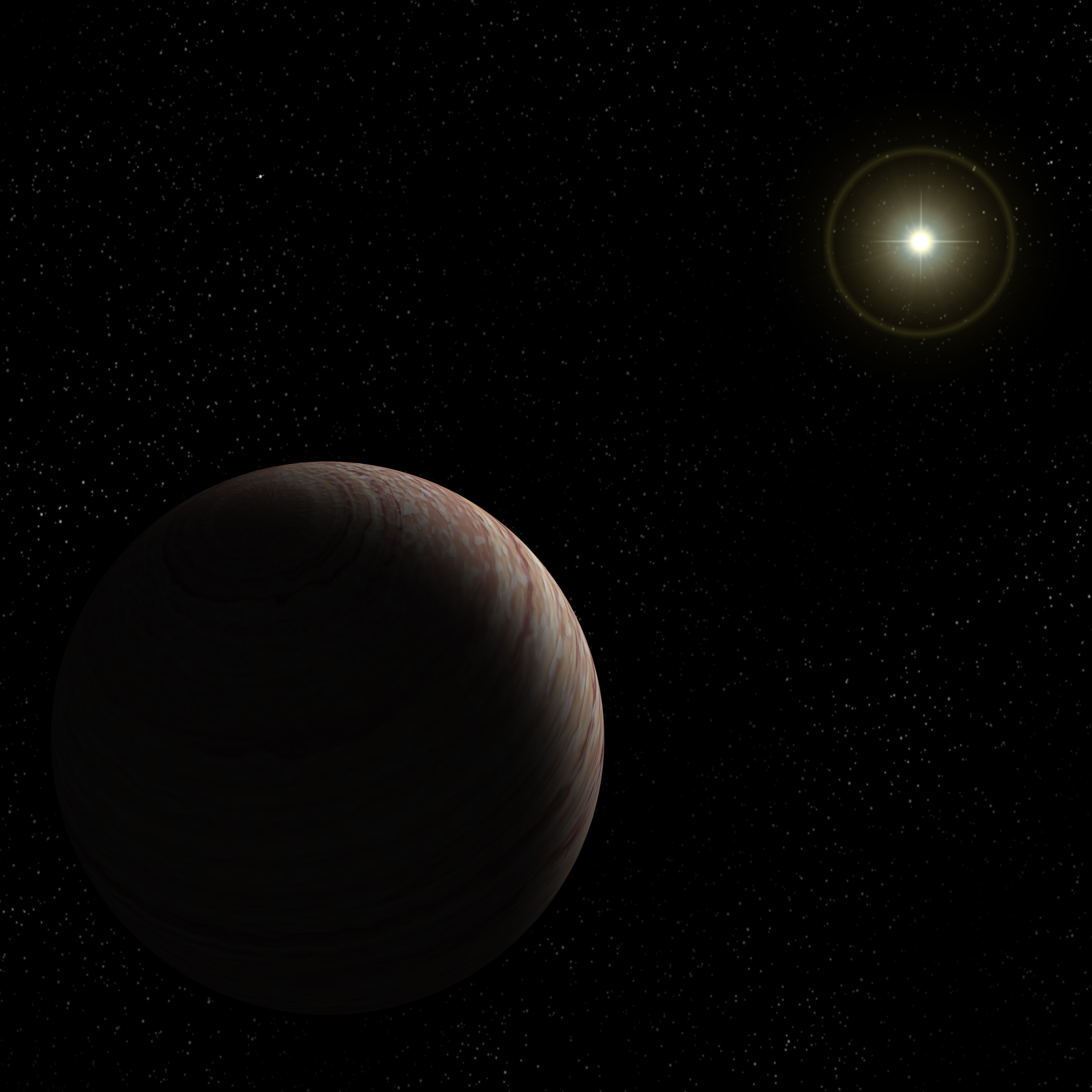
رسم تخيلي لأحد كوكبي الدب الأكبر 47

نجم الدب الأكبر 47 يبعد عنا 46 سنة ضوئية وهو قزم أصفر وقد اكتشف أنه يملك نظاماً كوكبياً مؤلفا من كوكبين في ما بين عامي 1996 و2002. ويبلغ القدر الظاهري «للدب الأكبر 47» 5 تقريباً أي أنه بالإمكان رؤيته بالعين المجردة في مكان مظلم. وقبل اكتشاف الكوكبين وضع العلماء ملاحظات حول احتمالية وجود كواكب تدور حول هذا النجم، حيث أبلغ عالمان عن ذلك في عام 1996م. ولذلك فقد وضع في قائمة مشروع ناسا للبحث عن أنظمة كوكبية خارج نظامنا الشمسي.
وأول كوكبٍ اكتشف كان الدب الأكبر 47 ب، تلاه الدب الأكبر 47 ج، رقم «ب» يدور حول نجمه كل 1039 يوم أرضي، يُعتقد أن قطره يقارب 56000 كلم وأنه كوكب غازي. أما الثاني فيدور حول نجمه كل 2594 يوم أرضي ويُعتقد أن قطره يقارب 66000 كلم وانه كوكب غازي أيضاً.

### المجرات
من أهم المجرات في كوكبة الدب الأكبر مجرة م81. وهي مجرة حلزونية تبعد 12 مليون سنة ضوئية عن كوكبة الدب الأكبر. اكتشفها جون إليرت بود في عام 1774م. وهي واحدة من ألمع المجرات في السماء بالنسبة لنا حيث يبلغ قدرها الظاهري 7,89. وأيضاً من أهم المجرات في الدب الأكبر مجرة م82، وهي ألمع بخمس مرات من مجرتنا ومركزها ألمع بمائة مرة من مركز مجرتنا، ويبلغ قدرها الظاهري 9,3 وتبعد 12 مليون سنة ضوئية عن كوكبة الدب الأكبر.

مجرة م81.

ومن المجرات المهمة أيضاً مجرة م101 وهي مجرة حلزونية التي تبعد 27 مليون سنة ضوئية عنا. ويبلغ قدرها الظاهري 8,3. وهناك أيضاً مجرتا م108 وم109 يبلغ قدر الأولى 10,7 والثانية 10,6.
وهناك أيضاً مجرة ان جي سي 2787 وهي مجرة عدسية تبعد عنا 24 مليون سنة ضوئية، وعلى خلاف غيرها من المجرات العدسية يوجد قضيب في منتصفها وأيضاً هالة من العناقيد الكروية ما يعطي معلومات عن عمرها واتزانها النسبي.
وتحتوي الكوكبة على مجرة ان جي سي 3079 التي تبعد عنا 52 مليون سنة ضوئية ويوحي تشكيلها عند مركزها والذي يشبه حدوة الحصان بوجود ثقب أسود ضخم.
كما تحتوي أيضاً على مجرة ان جي سي 3310 التي تبعد عنا 50 مليون سنة ضوئية. وتعد هاتان المجرتان الاخيرتان من نوع من المجرات يعرف باسم مجرة انفجار نجمي، وهي مجرات يكون معدل تكوين النجوم فيها من الغاز عال جداً.
توجد أيضاً مجرة ان جي سي 4013 وهي مجرة حلزونية تواجهنا بحافتها وتبعد عنا 55 مليون سنة ضوئية.
كما أن الكوكبة تحتوي على حقل هابل العميق والذي يقع شمالي شرق النجم دلتا الدب الأكبر.
وتحتوي كوكبة الدب الأكبر على عدد كبيرٍ من المجرات حيث يوجد فيها ما يقارب الخمسين مجرة.

### السدم
من أهم السدم في كوكبة الدب الأكبر سديم م97 وهو سديم كوكبي يبعد عنا 2600 سنة ضوئية ويبلغ قدره الظاهري 9,9. وتبلغ كتلته 0,15 كتلة شمسية وقد ولد قبل 6,000 سنة تقريباً.

## معرض صور

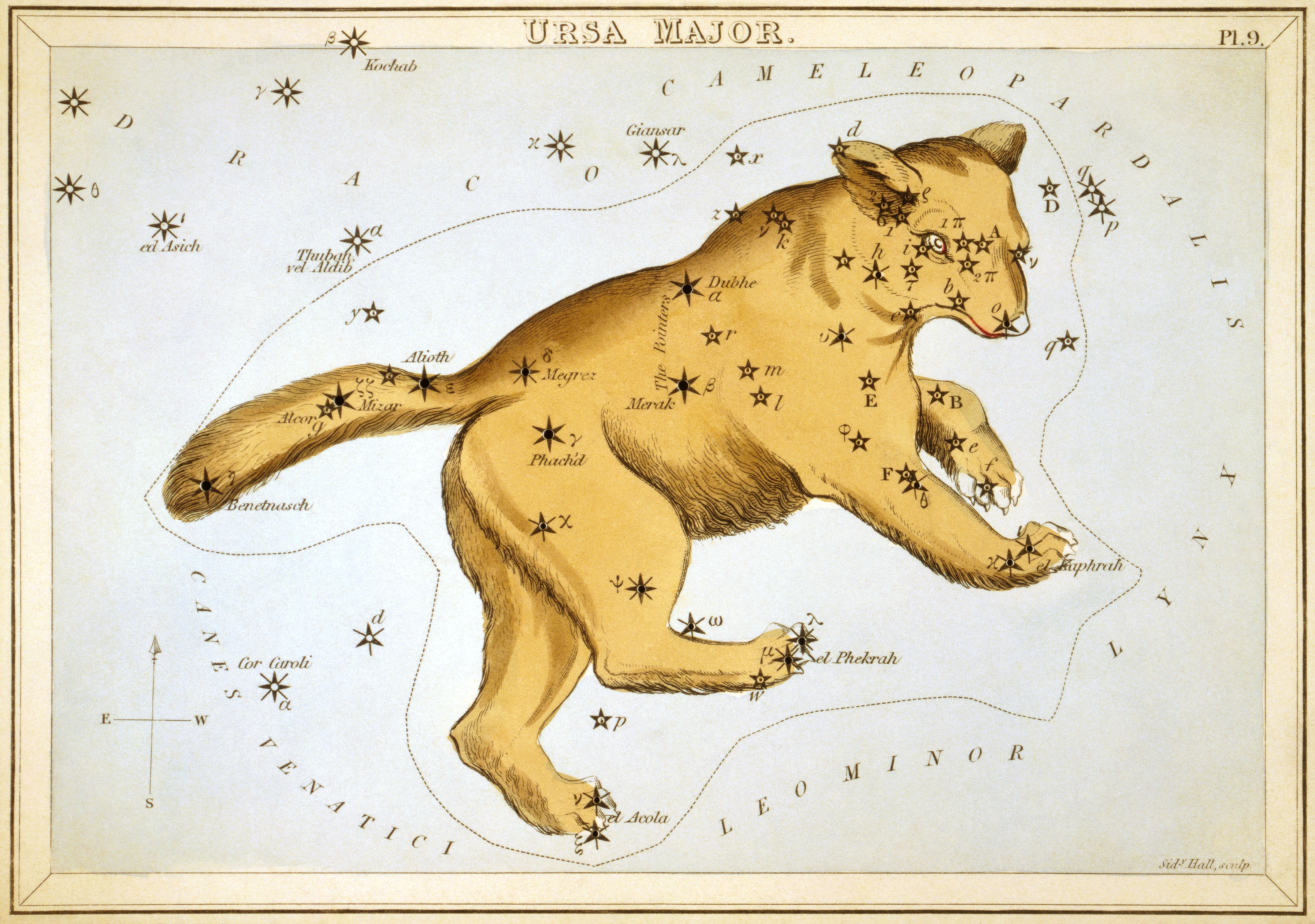
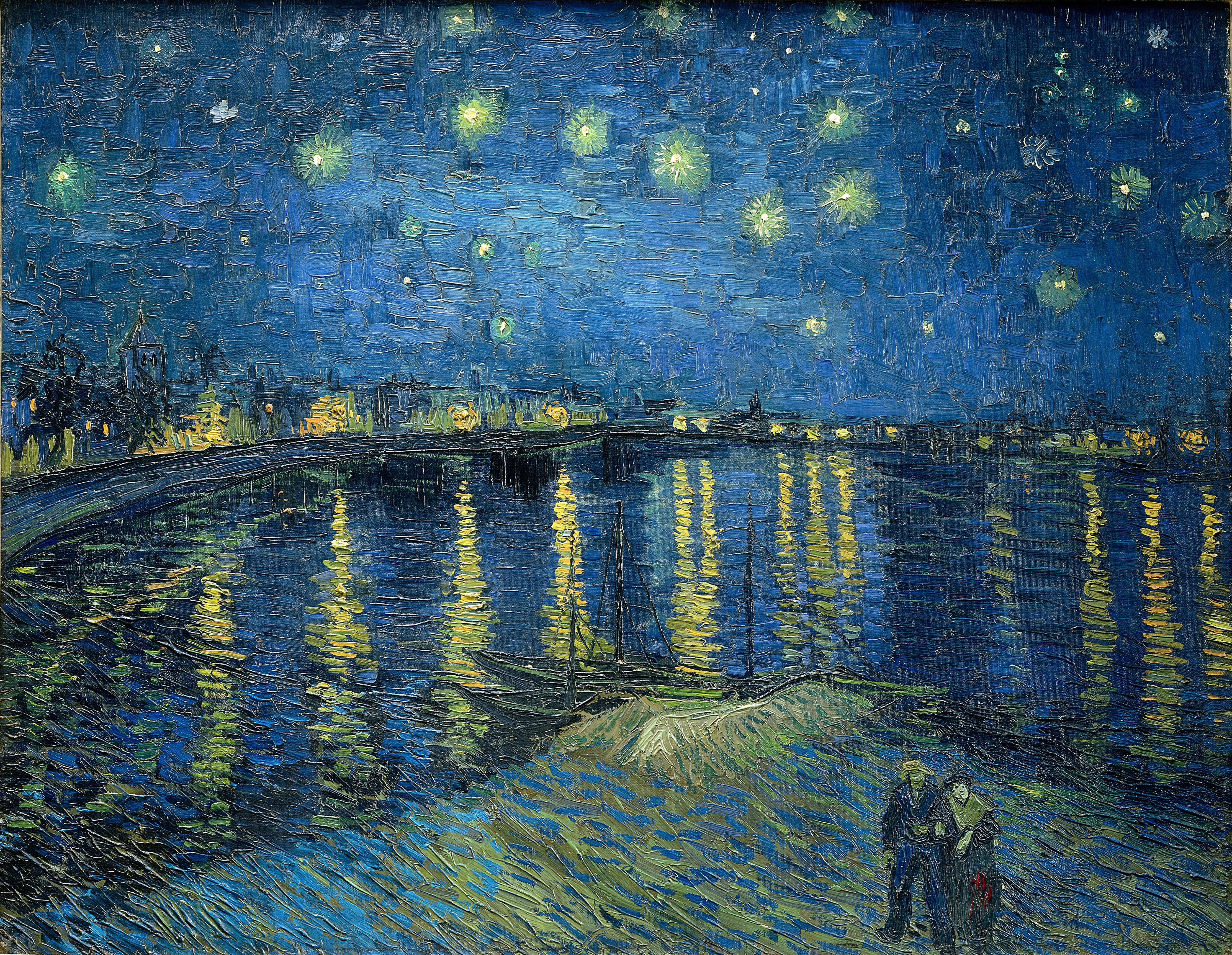
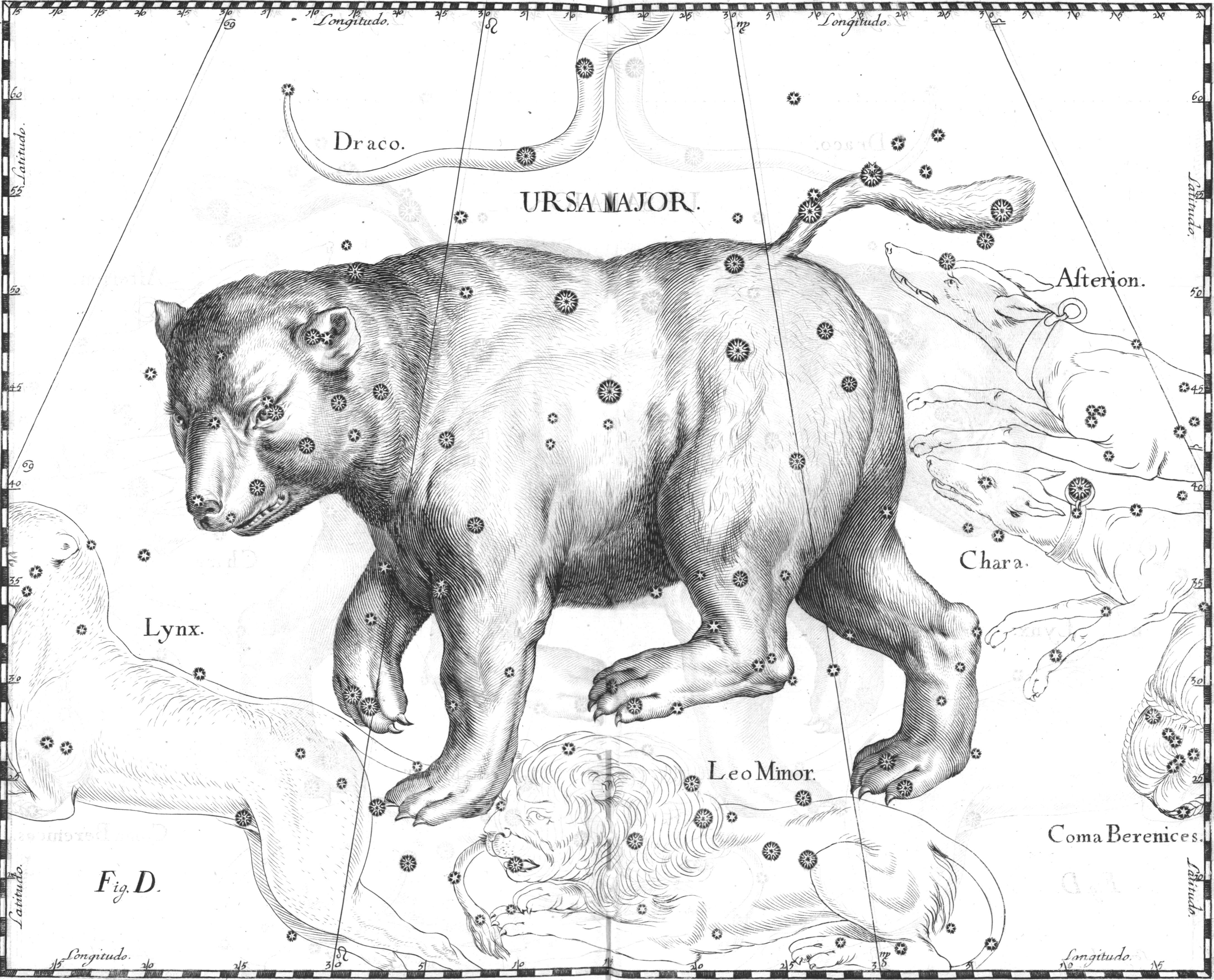